# Biermann Mihály
Biermann Mihály (Pozsony, 1849 körül – Budapest, 1889. január 16.) jogász.

## Élete
Előbb győri, 1880-ban nagyszebeni jogtanár, később igazságügyi minisztériumi titkár volt. A római jognak legbuzgóbb művelője és hazánk egyik legalaposabb ismerője volt. Mint Rudolf von Jhering jeles és legkedvesebb tanítványa, az egyedül helyes, mert az életnek dolgozó és a gyakorlati élet igényeit szem előtt tartó realisztikus elméletnek híve és hazánkban egyik legbuzgóbb hirdetője volt. Ennek az iránynak terjesztése érdekében fordította magyarra Jheringnek Jurisprudenz des täglichen Lebens című művét.

## Munkái
- A cselekvésnek befolyása idegen jogkörre. Budapest, 1875.
- A jogtudomány a mindennapi életben. Jhering Rudolf után ford. Budapest, 1875.
- A szomszédjogi oltalom. Budapest, 1887.

Cikkei a Jogtudományi Közlönyben (1874., 1878.) és Magyar Igazságügyben (II–IV. 1874–75.) jelentek meg.